# 告別迷你裙
《告別迷你裙》（日语：さよならミニスカート）是牧野葵所著的日本少女漫畫，自2018年8月起於《Ribon》和少年Jump+連載，於2019年7月起暫停連載。第23屆（2019年）手塚治虫文化獎最終候選作品之一，《這本漫畫真厲害！2020》女性篇第1名。
本作開始連載時，《Ribon》編輯長相田聰一為此在漫畫特設網站發表宣言：「異例。這部連載，無論發生甚麼事，我們都會讓它繼續下去。為了讓你讀到（這部作品）。」

## 劇情概要
以穿著迷你裙為賣點的人氣偶像組合「PURE CLUB」的Center雨宮花戀在握手會上被砍傷右臂，以此為契機，她在官方網站上宣布引退，不再從事偶像。半年後，她剪短頭髮、身穿男性制服，以本名「神山仁那」入讀高中。除了柔道部的堀内光之外，沒有人認出仁那就是雨宮花戀。堀内光的妹妹曾因受到性騷擾而輟學，後來她受到雨宮花戀鼓舞而振作，堀内光因此很感謝仁那，而仁那也對堀内光抱有好感。然而，砍傷仁那的兇嫌仍逍遙法外，且企圖對仁那和她周遭的人不利，成為了仁那生活中的隱憂。

## 出版書籍
| 卷數 | 集英社         | 集英社                 | 東立出版社    | 東立出版社             |
| 卷數 | 發售日期       | ISBN                   | 發售日期      | ISBN                   |
| ---- | -------------- | ---------------------- | ------------- | ---------------------- |
| 1    | 2018年11月22日 | ISBN 978-4-08-867520-6 | 2020年2月10日 | ISBN 978-957-26-4102-6 |
| 2    | 2019年3月25日  | ISBN 978-4-08-867543-5 | 2020年6月4日  | ISBN 978-957-26-4103-3 |
| 3    | 2024年9月25日  | ISBN 978-4-08-867556-5 |               |                        |
| 4    | 2025年6月25日  | ISBN 978-4-08-867791-0 |               |                        |

## 外部連結
- 漫畫特設網站（Ribon）（日語）
- 漫畫連載網站（少年Jump+）（日語）